# Salvatore Margiotta
Salvatore Margiotta (Potenza, 23 aprile 1964) è un politico italiano.
È stato deputato alla Camera dal 28 aprile 2006 al 14 marzo 2013 per La Margherita e il Partito Democratico, senatore della Repubblica dal 15 marzo 2013 al 12 ottobre 2022 per il Partito Democratico e sottosegretario di Stato al Ministero delle infrastrutture e dei trasporti dal 16 settembre 2019 al 13 febbraio 2021 nel governo Conte II.

## Biografia
Nato a Potenza, dopo la maturità classica si laurea in ingegneria idraulica presso l'Università degli Studi di Napoli Federico II e consegue poi il dottorato di ricerca. È professore associato di Costruzioni rurali e territorio agroforestale presso l'Università degli Studi della Basilicata. Socio fondatore dello studio di ingegneria Margiotta Associati, ha progettato, diretto e collaudato opere pubbliche e lavori privati sul territorio nazionale e all'estero.
È stato membro della direzione nazionale del PD sin dalla nascita del partito e fino al 2019. In precedenza è stato segretario provinciale e regionale del Partito Popolare Italiano e poi coordinatore regionale della Margherita e componente della direzione nazionale.

### Elezione a deputato
Alle elezioni politiche del 2006 è stato eletto alla Camera dei deputati nella circoscrizione Basilicata tra le liste dell'Ulivo (lista elettorale che univa La Margherita con i Democratici di Sinistra).
Alle elezioni politiche del 2008 viene ricandidato alla Camera, tra le liste del Partito Democratico come capolista nella medesima circoscrizione, venendo rieletto deputato. Nella XV legislatura della Repubblica è stato vicepresidente della 8ª Commissione Ambiente, territorio e lavori pubblici.

### Elezione a senatore
Alle elezioni politiche del 2013 viene candidato al Senato della Repubblica, tra le liste del Partito Democratico nella circoscrizione Basilicata, venendo eletto senatore. Nel corso della XVII legislatura ha fatto parte della 8ª Commissione Lavori pubblici, comunicazioni, della 10ª Commissione Industria, commercio, turismo, in sostituzione del sottosegretario agli affari esteri Benedetto Della Vedova, e della Commissione parlamentare per l'indirizzo generale e la vigilanza dei servizi radiotelevisivi (Vigilanza RAI), di cui è stato dal 6 giugno 2013 all'11 dicembre 2014 vicepresidente della commissione.
Nel 2014, in seguito alla condanna in appello per corruzione, Margiotta si dimette da vicepresidente della Commissione di vigilanza RAI e si autosospende dal PD abbandonando il suo gruppo parlamentare per aderire al gruppo misto.
Il 21 gennaio 2016 abbandona il gruppo misto e aderisce a quello di Area Popolare (formato da esponenti del Nuovo Centrodestra di Angelino Alfano e l'Unione di Centro). Margiotta specifica però che continuerà a far parte del Partito Democratico e che il cambio di gruppo è dovuto solo ad alcuni contrasti con la presidenza del gruppo misto, che lo hanno spinto a chiedere di essere "ospitato" temporaneamente da Area Popolare.
Il 1º marzo 2016, dopo che la Corte di Cassazione lo ha assolto dalle accuse di cui era imputato, ritorna nel gruppo parlamentare del Partito Democratico.
Dal 22 luglio 2017 fino al 2018 è stato, su nomina del Segretario Matteo Renzi, responsabile del Dipartimento Infrastrutture del PD. Dal 24 luglio 2017 a novembre dello stesso anno è stato commissario provinciale del PD a Lecce.

### Rielezione al Senato
Ricandidato al Senato come capolista per il PD nella medesima circoscrizione, il 4 marzo 2018 viene rieletto senatore.
Riveste pertanto il ruolo di senatore anche nella XVIII legislatura nella quale è capogruppo PD nella 8ª Commissione Lavori pubblici, comunicazioni, nonché componente della Commissione di Vigilanza RAI fino a settembre 2019.
In vista delle primarie del PD del 2019 Margiotta sostiene la mozione del segretario uscente Maurizio Martina, ex ministro delle politiche agricole nei governi Renzi e Gentiloni e rappresentante l'area "filo-renziana" del partito, che risulterà perdente arrivando secondo con il 22% dei voti dietro a Nicola Zingaretti (66%).

### Sottosegretario al MIT e Segretario del Senato
In seguito alla nascita del secondo governo presieduto da Giuseppe Conte sostenuto dal PD, Movimento 5 Stelle e Liberi e Uguali, il 13 settembre 2019 viene nominato dal Consiglio dei Ministri sottosegretario di Stato al Ministero delle infrastrutture e dei trasporti, affiancando il ministro dem Paola De Micheli e insediandosi il 16 settembre.
Il 26 maggio 2021 viene eletto dai senatori, a scrutinio segreto, segretario della Presidenza del Senato.
Dopo 4 legislature, non viene ricandidato in Parlamento dal PD alle elezioni politiche anticipate del 2022.
Il 12 marzo 2023 viene eletto nella Direzione nazionale del PD.

## Procedimenti giudiziari
Nel 2008 viene indagato dalla procura di Potenza per corruzione per alcune presunte tangenti legate agli appalti per l'estrazione di petrolio in Val d'Agri. Nell'ambito di tale inchiesta il 12 maggio 2008 la procura chiede alla Camera dei deputati l'autorizzazione all'utilizzo degli arresti domiciliari. Il successivo 16 dicembre si sospende da tutti gli incarichi di partito.
Il 18 dicembre 2008 la Giunta per le autorizzazioni della Camera, poche ore dopo, approva la relazione del suo collega di partito Pierluigi Castagnetti con 430 voti a favore (PD, PdL, Lega Nord e UdC), 21 contrari (Italia dei Valori) e 3 astenuti (Furio Colombo, Anita di Giuseppe e Roberto Nicco), negando quindi l'autorizzazione agli arresti domiciliari.
Il 30 dicembre 2009 il Tribunale del Riesame annulla gli arresti domiciliari, ritenendo che non ne sussistessero i motivi.
Il 4 maggio 2011 il tribunale di Potenza assolve Margiotta dalle accuse a lui rivolte perché il fatto non sussiste. La procura ricorre in Appello.
L'11 dicembre 2014 la Corte d'Appello di Potenza condanna Margiotta a un anno e sei mesi di reclusione e all'interdizione dai pubblici uffici. In seguito alla sentenza Margiotta si autosospende nuovamente dal Partito Democratico e passa al gruppo misto. Margiotta ha in seguito impugnato la sentenza davanti alla Corte di Cassazione.
Il 26 febbraio 2016 la 6ª sezione penale della Corte di Cassazione annulla senza rinvio la sentenza della Corte d'Appello, assolvendo Margiotta dalle accuse a lui contestate. La sentenza di secondo grado è stata annullata dalla Suprema Corte per "insussistenza del fatto" per l'accusa di corruzione e per "non aver commesso il fatto" per l'accusa di turbativa d'asta.